# Jacob Bekenstein
Jacob David Bekenstein (tiếng Hebrew: יעקב בקנשטיין 1 tháng 5 năm 1947 – 16 tháng 8 năm 2015) là một nhà vật lý lý thuyết người Israel–Mỹ sinh tại Mexico, người đã có những đóng góp quan trọng cho cơ sở của nhiệt động lực học lỗ đen và những khía cạnh khác của sự liên hệ giữa thông tin và hấp dẫn.

## Tiểu sử
Jacob Bekenstein sinh tại Mexico City năm 1947. Ba mẹ ông, Joseph và Esther (tên trước khi cưới là Vladaslavotsky), là người Do Thái Ba Lan nhập cư vào Mexico. Ông chuyển đến Mỹ từ sớm, và được cấp quyền công dân Hoa Kỳ năm 1968. Ông cũng là một người dân Israel.
Bekenstein theo học tại Viện Bách Khoa Brooklyn, nay gọi là Trường Kỹ thuật Tandon Đại học New York, nhận bằng đại học và bằng thạc sĩ năm 1969. Năm 1972, ông tiếp tục nhận bằng PhD tại trường Đại học Princeton, dưới sự hướng dẫn của John Archibald Wheeler.
Bekenstein có ba đứa con với người vợ Bilha. Cả ba người con, Yehonadav, Uriya và Rivka Bekenstein, đều trở thành các nhà khoa học. Năm 2018, Yehonadav trở thành phó giáo sư (assistant professor) tại Khoa Khoa học và Kỹ thuật Vật liệu tại Technion. Bekenstein là một người theo đạo Do Thái, từng nói rằng: "Tôi coi thế giới là một sản phẩm của Chúa trời. Ông ấy đặt ra những quy luật rất cụ thể và chúng ta vui thích khi khám phá chúng bằng khoa học."

## Sự nghiệp khoa học
Đến năm 1972, Bekenstein đã viết ba bài luận quan trọng về các hiện tượng của hố đen, đưa ra định lý không có tóc và đề ra một lý thuyết cho nhiệt động lực học lỗ đen. Những năm sau đó, Bekenstein tiếp tục nghiên cứu về lỗ đen, xuất bản công trình về entropy và khối lượng lượng tử của chúng.
Bekenstein là một nghiên cứu sinh sau tiến sĩ tại Đại học Texas tại Austin trong giai đoạn năm 1972 đến 1974. Sau đó ông di chuyển đến Israel để giảng dạy tại Đại học Ben-Gurion ở Beersheba. Năm 1978, ông trở thành giáo sư và năm 1983, trưởng khoa vật lý thiên văn.
Năm 1990, ông trở thành giáo sư tại Đại học Hebrew của Jerusalem và được chọn làm trưởng khoa vật lý lý thuyết ba năm sau đó. Ông được bầu vào Học viện Khoa học và Nhân văn Israel năm 1997. Ông là một học giả tham cứu tại Viện Nghiên cứu Cao cấp Princeton năm 2009 và 2010.
Ngoài những bài giảng và chuyến đi khắp thế giới, Bekenstein tiếp tục giữ vai trò giáo sư danh dự tại Đại học Hebrew đến khi mất ở tuổi 68, tại Helsinki, Phần Lan. Ông mất ngày 16 tháng 8, năm 2015, chỉ vài tháng sau khi nhận được giải Einstein của Hội Vật lý Hoa Kỳ "cho nghiên cứu đột phá của ông về entropy lỗ đen, tạo ra ngành nhiệt động lực học lỗ đen và thay đổi nỗ lực hợp nhất cơ học lượng tử và tương tác hấp dẫn".

## Đóng góp cho vật lý
Năm 1972, Bekenstein là người đầu tiên đề xuất rằng hố đen có entropy xác định. Ông viết rằng entropy của một hố đen tỉ lệ thuận với diện tích chân trời sự kiện của nó. Bekenstein cũng phát biểu dạng tổng quát của định luật thứ hai của nhiệt động lực học cho hệ có lỗ đen. Cả hai đề xuất này càng được khẳng định khi Stephen Hawking (cũng như Zeldovich và một số người khác) đề xuất sự tồn tại của bức xạ Hawking hai năm sau đó. Hawking ban đầu không công nhận ý tưởng của Bekenstein do hố đen không thể phát ra năng lượng nên không thể có entropy. Tuy nhiên, năm 1974, Hawking thực hiện những tính toán phức tạp và cuối cùng công nhận là các hạt có thể được phát ra từ lỗ đen, ngày nay gọi là bức xạ Hawking. Người hướng dẫn luận văn tiến sĩ của Bekenstein, John Archibald Wheeler, cũng làm việc cùng ông để phát triển định lý không tóc, xuất phát từ câu nói của Wheeler rằng "lỗ đen không có tóc" trong đầu thập niên 1970. Ý tưởng của Bekenstein sau này được chứng minh là không ổn định, nhưng nó đã có tác động lớn đến sự phát triển của cả ngành.
Dựa trên những kết quả về nhiệt động lực học lỗ đen, Bekenstein cũng chỉ ra giới hạn Bekenstein: có một lượng thông tin tối đa có thể chứa được trong một vùng không gian hữu hạn với một lượng hữu hạn năng lượng (tương tư với nguyên lý toàn ảnh).
Năm 1982, Bekenstein phát triển một cơ sở lý thuyết chặt chẽ để tổng quát các định luật của lực điện từ trong trường hợp các hằng số vật lý thay đổi. Lý thuyết của ông thay hằng số cấu trúc tinh tế bằng một trường vô hướng. Tuy nhiên, lý thuyết này không tính tới lực hấp dẫn.

## Giải thưởng và công nhận
- Bài luận đạt giải nhất cho Quỹ Nghiên cứu Lực hấp dẫn (Hoa Kỳ) năm 1981[18]
- Giải Rothschild trong Vật lý năm 1988[19]
- Bầu vào Học viện Khoa học và Nhân văn Israel năm 1997[8]
- Bài luận đạt giải nhì Quỹ Nghiên cứu Lực hấp dẫn 2001[18]
- Giải Israel Vật lý năm 2005[20]
- Giải Wolf Vật lý năm 2012[21]
- Giải Einstein của Hội Vật lý Hoa Kỳ năm 2015[8]

## Công trình
- Bekenstein, Jacob D. (2003). "Information in the Holographic Universe". Scientific American. Quyển 289 số 2. Springer Science and Business Media LLC. tr. 58–65. doi:10.1038/scientificamerican0803-58. ISSN 0036-8733.
- Bekenstein, Jacob D.; Schiffer, Marcelo (1990). "Quantum Limitations on the Storage and Transmission of Information". International Journal of Modern Physics C. Quyển 01 số 04. World Scientific Publishing. tr. 355–422. doi:10.1142/s0129183190000207. ISSN 0129-1831.
- Bekenstein, Jacob D. (ngày 1 tháng 5 năm 1988). "Communication and energy". Physical Review A. Quyển 37 số 9. Hội Vật lý Hoa Kỳ. tr. 3437–3449. doi:10.1103/physreva.37.3437. ISSN 0556-2791.
- Bekenstein, Jacob D. (ngày 15 tháng 2 năm 1994). "Entropy bounds and black hole remnants". Physical Review D. Quyển 49 số 4. Hội Vật lý Hoa Kỳ. tr. 1912–1921. doi:10.1103/physrevd.49.1912. ISSN 0556-2821.
- Bekenstein, Jacob D. (ngày 15 tháng 8 năm 1982). "Specific entropy and the sign of the energy". Physical Review D. Quyển 26 số 4. Hội Vật lý Hoa KỳAmerican Physical Society (APS). tr. 950–953. doi:10.1103/physrevd.26.950. ISSN 0556-2821.
- Bekenstein, Jacob D. (1982). "Black holes and everyday physics". General Relativity and Gravitation. Quyển 14 số 4. Springer Science and Business Media LLC. tr. 355–359. doi:10.1007/bf00756269. ISSN 0001-7701.
- Bekenstein, Jacob D. (ngày 15 tháng 1 năm 1981). "Universal upper bound on the entropy-to-energy ratio for bounded systems". Physical Review D. Quyển 23 số 2. Hội Vật lý Hoa Kỳ. tr. 287–298. doi:10.1103/physrevd.23.287. ISSN 0556-2821.
- Bekenstein, Jacob D. (ngày 9 tháng 3 năm 1981). "Energy Cost of Information Transfer". Physical Review Letters. Quyển 46 số 10. Hội Vật lý Hoa Kỳ. tr. 623–626. doi:10.1103/physrevlett.46.623. ISSN 0031-9007.
- Bekenstein, Jacob D. (1980). "Black‐hole thermodynamics". Physics Today. Quyển 33 số 1. AIP Publishing. tr. 24–31. doi:10.1063/1.2913906. ISSN 0031-9228.
- Bekenstein, Jacob D. (ngày 15 tháng 11 năm 1975). "Statistical black-hole thermodynamics". Physical Review D. Quyển 12 số 10. Hội Vật lý Hoa Kỳ. tr. 3077–3085. doi:10.1103/physrevd.12.3077. ISSN 0556-2821.
- Bekenstein, Jacob D. (ngày 15 tháng 6 năm 1974). "Generalized second law of thermodynamics in black-hole physics". Physical Review D. Quyển 9 số 12. Hội Vật lý Hoa Kỳ. tr. 3292–3300. doi:10.1103/physrevd.9.3292. ISSN 0556-2821.
- Bekenstein, Jacob D. (ngày 15 tháng 4 năm 1973). "Black Holes and Entropy". Physical Review D. Quyển 7 số 8. Hội Vật lý Hoa Kỳ. tr. 2333–2346. doi:10.1103/physrevd.7.2333. ISSN 0556-2821.
- Bekenstein, J. D. (1972). "Black holes and the second law". Lettere Al Nuovo Cimento Series 2. Quyển 4 số 15. Springer Science and Business Media LLC. tr. 737–740. doi:10.1007/bf02757029. ISSN 1827-613X.
- Bekenstein, Jacob D. (ngày 15 tháng 3 năm 1972). "Nonexistence of Baryon Number for Static Black Holes". Physical Review D. Quyển 5 số 6. Hội Vật lý Hoa Kỳ. tr. 1239–1246. doi:10.1103/physrevd.5.1239. ISSN 0556-2821.